# 平井瑞希
平井 瑞希（ひらい みずき、2007年3月7日 - ）は、日本の女子競泳選手。愛知県刈谷市出身。2024年パリオリンピック日本代表。

## 経歴
刈谷市立刈谷南中学校卒、日本大学藤沢高等学校在学中。
愛知県出身で4歳のときに水泳を始め、小学校3年生で初めて全国大会に出場（コパン鳴海スイミングスクール所属）。2019年に出場した「全国JOCジュニアオリンピックカップ夏季水泳競技大会」では女子50ｍバタフライで大会新記録を樹立している。高校進学を機に本多灯などを育てた萱原茂樹に師事するため家族とともに神奈川県大和市へ移住した。
2022年ジュニアパンパシフィック選手権に出場。
2022年世界ジュニア選手権に出場し、100mバタフライと400mメドレーリレーで金メダルを獲得した。
2023年世界ジュニア選手権に出場し、50mバタフライと100mバタフライで銅メダルを獲得した。
2024年パリオリンピック競泳日本代表選考会の100mバタフライで池江璃花子に勝利して優勝し、派遣標準記録を突破でオリンピック代表に内定した。
2024年パリオリンピック競泳女子100メートルバタフライでは決勝まで進出し、57秒19のタイムで7位となった。また、混合400メートルメドレーリレーでは第3泳者を務め（第1泳者が松山陸、第2泳者が谷口卓、第4泳者が池江璃花子）、決勝に進出し、3分45秒17のタイムで8位だった。女子400メートルメドレーリレーでは第3泳者を務め（第1泳者が白井璃緒、第2泳者が鈴木聡美、第4泳者が池江璃花子）、決勝に進出し、3分56秒17のタイムで5位となった。
2025年第17回東京都選手権水泳競技大会では4×50メートルメドレーリレーにおいて第3泳者を務め、日本新記録で優勝。